# Alexander Berner-Schilden-Holsten
Gustav Alexander lensbaron Berner-Schilden-Holsten, født Berner (26. september 1823 på Frederiksdal – 20. juni 1889 på Langesø) var en dansk officer og lensbesidder, bror til William Berner og far til Adam Berner-Schilden-Holsten.
Han var søn af kammerherre Alexander George Berner og Sophie Anna Juliane Margrethe født komtesse Holck-Winterfeldt. Han var ritmester, kammerherre, Kommandør af 1. grad af Dannebrog og Dannebrogsmand.
Han blev gift 3. december 1853 med Sophie Magdalene baronesse Holsten-Charisius til Baroniet Holstenshuus og det von Schilden-Jyske Fideikommis (20. juli 1830 på Langesø - 8. april 1906 sammesteds), datter af lensbaron Adam Christopher Holsten-Charisius. Da sidstnævnte ikke havde sønner, arvede Alexander Berner i 1879 baroniet. Berner erholdt ved patent af 11. juni 1860 tilladelse til at føre familien Schildens navn og våben i forbindelse med sit eget. 26. oktober 1880 fik han friherrepatant med navnet Berner-Schilden-Holsten og det friherrelige holstenske våben i forbindelse med sit eget. 
I 1890 blev der af baroniets ansatte rejst en mindestøtte for Berner-Schilden-Holsten i Holstenshuus' park.